# Achtervolging van SMS Goeben en SMS Breslau

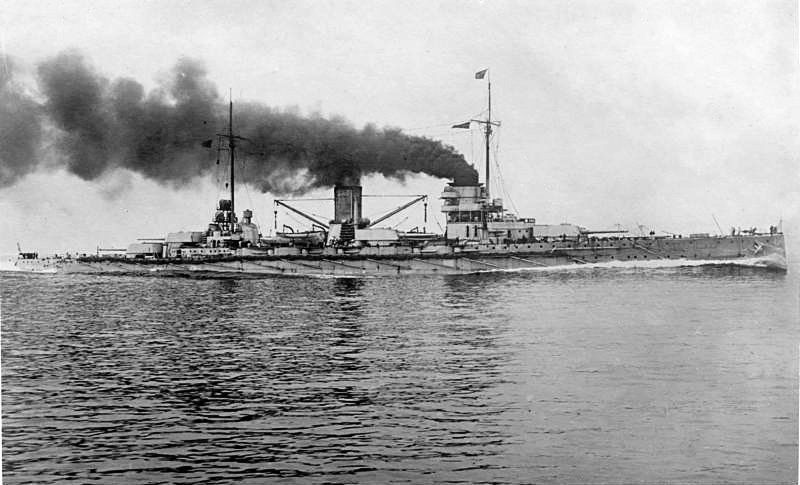
SMS Goeben

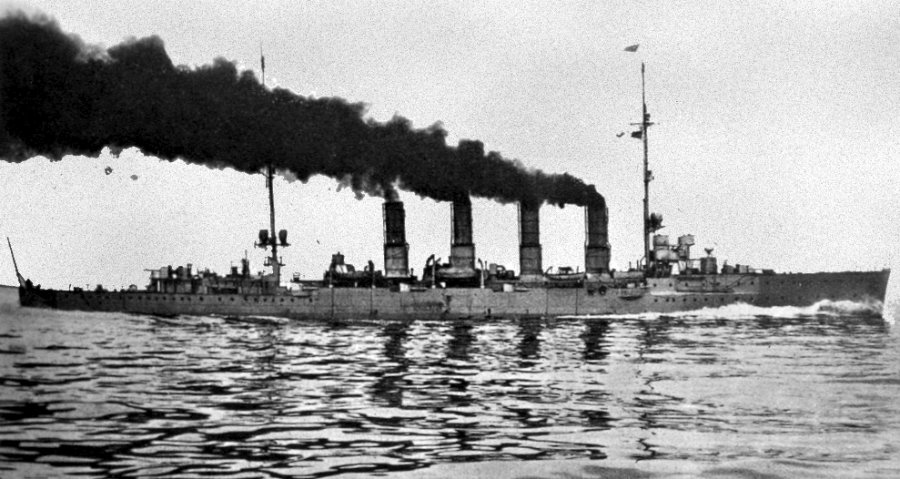
SMS Breslau

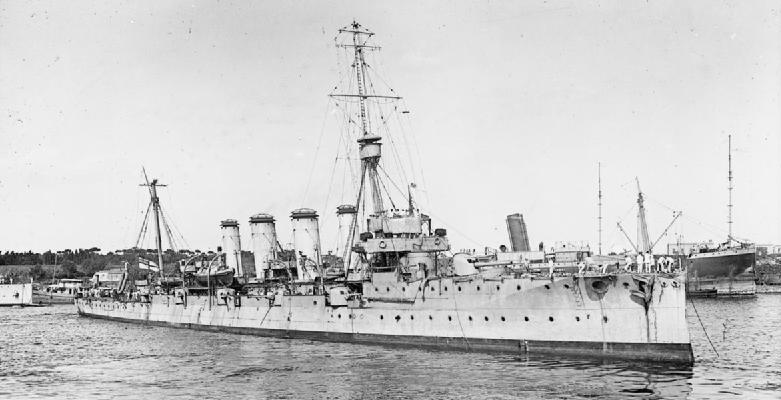
HMS Gloucester

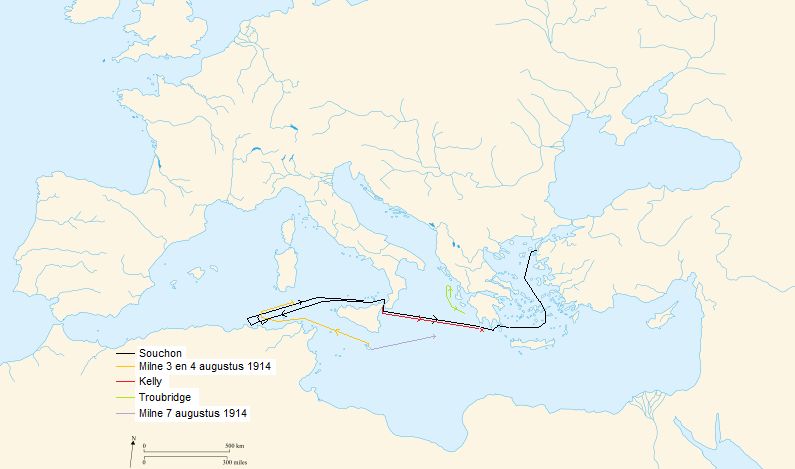
Route (bij benadering) van de diverse betrokken (groepen) schepen, aangeduid naar hun bevelhebbers

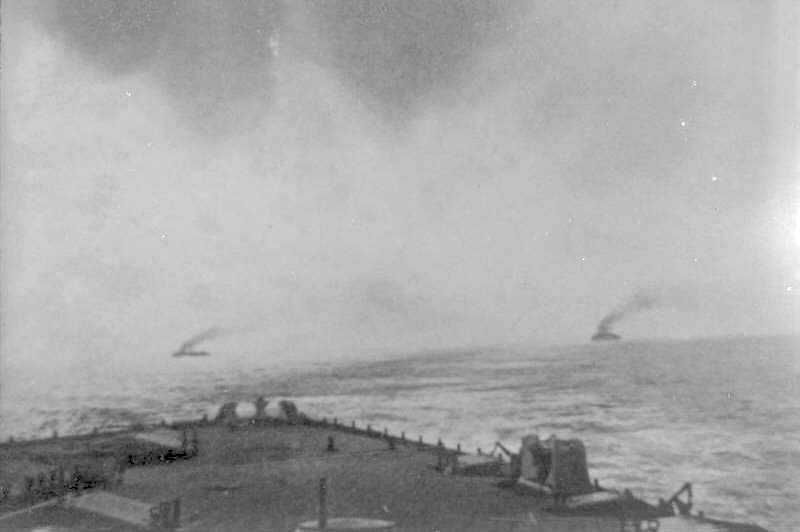
Beeld van de achtervolging

De achtervolging van SMS Goeben en SMS Breslau was een in omvang klein gewapend conflict in de eerste dagen van de Eerste Wereldoorlog, waarbij eenheden van de Britse marine trachtten twee Duitse oorlogsbodems te onderscheppen. Deze schepen, de slagkruiser SMS Goeben en de lichte kruiser SMS Breslau, slaagden erin, de Britse vloot te ontwijken en Constantinopel (het huidige Istanboel) te bereiken. De Duitse regering schonk deze schepen daarna aan de Turkse regering, hetgeen een rol speelde bij de beslissing van laatstgenoemde regering om de zijde van de Centralen te kiezen. Dit had (mede) tot gevolg dat de Eerste Wereldoorlog zich uitbreidde tot het Midden-Oosten.

## De aanloop
De Mittelmeerdivision van de Duitse marine had in eerste instantie tot taak om in het geval van vijandelijkheden (met name een oorlog tussen Duitsland en Frankrijk) de aanvoer van troepen en materieel van Frans Noord-Afrika naar Frankrijk te verhinderen. De exacte taken zouden echter, in het geval van oorlog, afhankelijk zijn van de ontwikkelingen. Deze Duitse vloot bestond slechts uit twee schepen, die echter beide modern en van goede kwaliteit waren qua bewapening, bepantsering en snelheid. De slagkruiser Goeben beschikte over geschut van 11 inch, en kon (onder optimale omstandigheden) een snelheid van 27 knopen bereiken. Ook de Breslau kon als modern beschouwd worden, hoewel kleiner, lichter bepantserd en voorzien van lichter kaliber geschut. De Duitse vloot stond onder bevel van de admiraal Wilhelm Souchon.
De Britse vloot was aan de vooravond van de Eerste Wereldoorlog geconcentreerd op Malta, en bestond uit de slagkruisers Indomitable, Inflexible en Indefatigable, vier lichte kruisers en veertien torpedobootjagers. De bevelhebber was de admiraal Sir Archibald Milne.

## De achtervolging
Op 30 juli 1914 werd Milne door de Admiraliteit van Engeland in Londen op de hoogte gesteld van het naderende uitbreken van de oorlog, en werd hem opgedragen om in eerste instantie Franse troepentransporten te beschermen. Indien mogelijk, diende hij het gevecht aan te gaan met de Goeben. Hieraan werd toegevoegd dat een gevecht met sterkere eenheden vermeden diende te worden, tenzij samen met de Fransen. De formulering was vermoedelijk afkomstig van de hand van de First Lord of the Admiralty, Winston Churchill.
Eerst op 2 augustus 1914 slaagde Milne erin contact te leggen met de Franse admiraal de Lapeyrère. Op dat moment waren Duitsland en Frankrijk in staat van oorlog, doch Groot-Brittannië nog niet. Op 3 augustus bleek dat de beide Duitse schepen zich te Messina (Sicilië) bevonden om kolen  te bunkeren. Italië was op dat moment nog neutraal, en conform de geldende internationale rechtsregels stond men de Duitse schepen een verblijf van 24 uur in de Italiaanse territoriale wateren toe.
De Britse Admiraliteit meende dat de Duitse schepen zouden trachten via de Straat van Gibraltar te ontsnappen. Om dit te voorkomen zond Milne twee van zijn schepen van hun positie aan de ingang van de Adriatische Zee, waar zij een uitbraak naar Gibraltar moesten beletten.
In de vroege uren van 4 augustus 1914 bombardeerde de Goeben de Franse havensteden Bône (thans Annaba) en Philippeville (thans Skikda) en trok zich daarna met de Breslau terug in westelijke richting. Bij het eiland Galita stuitte hij op de Britse Indomitable en Inflexible. Aangezien Duitsland en Groot-Brittannië op dat moment nog niet in staat van oorlog waren, dat zou eerst om 24:00 op die datum het geval worden, liet men elkaar ongemoeid.
De Britse schepen, later versterkt met de lichte kruiser Dublin achtervolgden de beide op maximale snelheid stomende Duitse schepen, die erin slaagden een gestaag toenemende voorsprong op te bouwen. Dit ging ten koste van het leven van vier stokers die gedood werden door ontsnappende stoom.
Op 5 augustus bereikte Souchon wederom Messina, waar een Duits schip met kolen voor hem klaar lag. De Britse vloot had uitdrukkelijke aanwijzingen ontvangen de Italiaanse territoriale wateren te vermijden. Aangezien de bedoelingen van Souchon nog steeds onzeker waren - de Straat van Gibraltar bereiken, de Oostenrijkse vloothaven Pola bereiken, of zich laten interneren in een neutrale haven behoorden tot de door de Britten mogelijk geachte Duitse plannen, doch een uitwijken naar Constantinopel kennelijk niet - verdeelde Milne zijn vloot over diverse locaties. Milne kon ook niet weten dat Souchon in de vroege ochtend van 4 augustus van de Duitse admiraliteit een telegram had ontvangen waarin hem een geheim verbond tussen Duitsland en Turkije werd medegedeeld. Hij kreeg opdracht onmiddellijk naar Constantinopel uit te wijken.
In de avond van 6 augustus verliet Souchon Messina, waarbij hij werd opgemerkt door de Britse lichte kruiser Gloucester onder bevel van kapitein Kelly. De Gloucester slaagde erin de Duitse schepen, die in oostelijke richting voeren, te blijven volgen. Gevechtshandelingen beperkten zich tot een kort vuurgevecht tussen de Gloucester en de Breslau. (De Gloucester beschikte over geschut van 6 en 4 inch, en was daarmee evident inferieur aan de Goeben.) In de middag van 7 augustus moest de Gloucester de achtervolging staken bij gebrek aan kolen.
De Britse eenheden die op dat moment het dichtst in de buurt waren bevonden zich bij het eiland Cephalonia en bestonden uit de vier pantserkruisers Defence, Warrior, Black Prince en Duke of Edinburgh, onder bevel van de admiraal Ernest Troubridge. Zowel in geschut als bepantsering waren deze schepen, ieder voor zich, de mindere van de Goeben. Troubridge maakte in de nacht van 7 op 8 augustus contact met de Duitse schepen, doch wegens het verschil in geschut zag hij ervan af het vuur te openen. Om 4:00 besloot hij de achtervolging te staken.
Eerst circa 24 uur later verliet Milne met drie slagkruisers Malta. Door de afstand en de door Milne gevaren snelheid kon hij onmogelijk de Duitse schepen bereiken. Souchon bunkerde kolen vanaf een vrachtschip bij het eiland Donoussa en bereikte op 10 augustus om 5:00 de Dardanellen. Hem werd toegang tot de Turkse territoriale wateren verleend. Turkije was op dat moment neutraal.

## De gevolgen

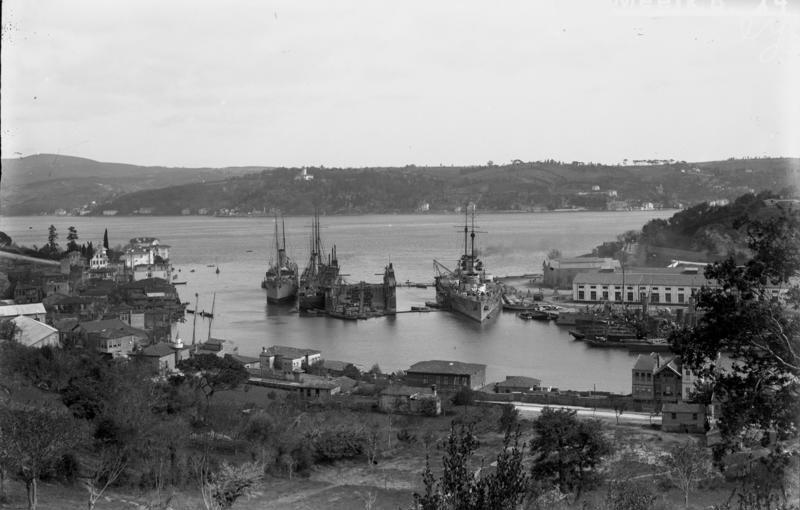
De Yavuz Sultan Selim in de Bosporus

Het zou voor Souchon volstrekt onmogelijk zijn om terug te keren naar Duitsland, of zelfs maar de Atlantische Oceaan te bereiken. Internering in een Turkse haven leek de enige keus. De Duitse regering besloot echter de beide schepen, compleet met de bemanning, aan de Turkse regering aan te bieden. Formeel was sprake van een verkoop; de schepen voerden vanaf 16 augustus de Turkse vlag. De bemanning bleef grotendeels de oorspronkelijke Duitse bemanning, die bij ceremoniële gelegenheden Turks uniform droeg. Souchon werd benoemd tot vice-admiraal in de Turkse marine doch bleef tevens in actieve Duitse dienst. Deze schepen kwamen de Turkse regering zeer goed van pas: enkele dagen daarvoor had de Britse regering twee Turkse oorlogsschepen gevorderd, die op Britse werven gebouwd waren en vrijwel gereed waren. Die schepen, die qua ontwerp en uitrusting met de beste Britse schepen vergeleken konden worden, waren bekostigd door giften van de Turkse bevolking, zodat het vorderen ervan tot groot ongenoegen bij de Turkse regering had geleid. (Deze schepen werden bij de Royal Navy in dienst gesteld als Agincourt en Erin.)
De Goeben en Breslau werden in Turkse dienst gesteld als Yavuz Sultan Selim en Midilli. Beide schepen werden ingezet in de Oorlog in de Zwarte Zee.
De gang van zaken rond deze vier schepen droeg eraan bij dat de Turkse regering de zijde van de Centralen koos, en in november 1914 in oorlog raakte met Rusland en Groot-Brittannië. Hierdoor werd de Bosporus afgesloten voor transporten van en naar Rusland, hetgeen zowel de Russische export (en daarmee mede de financiering van diens oorlog) als de aanvoer van wapens sterk belemmerde. De staat van oorlog tussen het Ottomaanse rijk en het Verenigd Koninkrijk leidde tot campagnes op diverse fronten: in Mesopotamië, Gallipoli, Syrië en Palestina.
Admiraal Troubridge werd in november 1914 voor de krijgsraad gedaagd op de beschuldiging dat hij

door nalatigheid of anderszins, de achtervolging naliet van Zijner Keizerlijke Duitse Majesteits schip Goeben, zijnde toen een vluchtende vijand".

Hij werd hiervan vrijgesproken, doch diende nooit meer op zee.

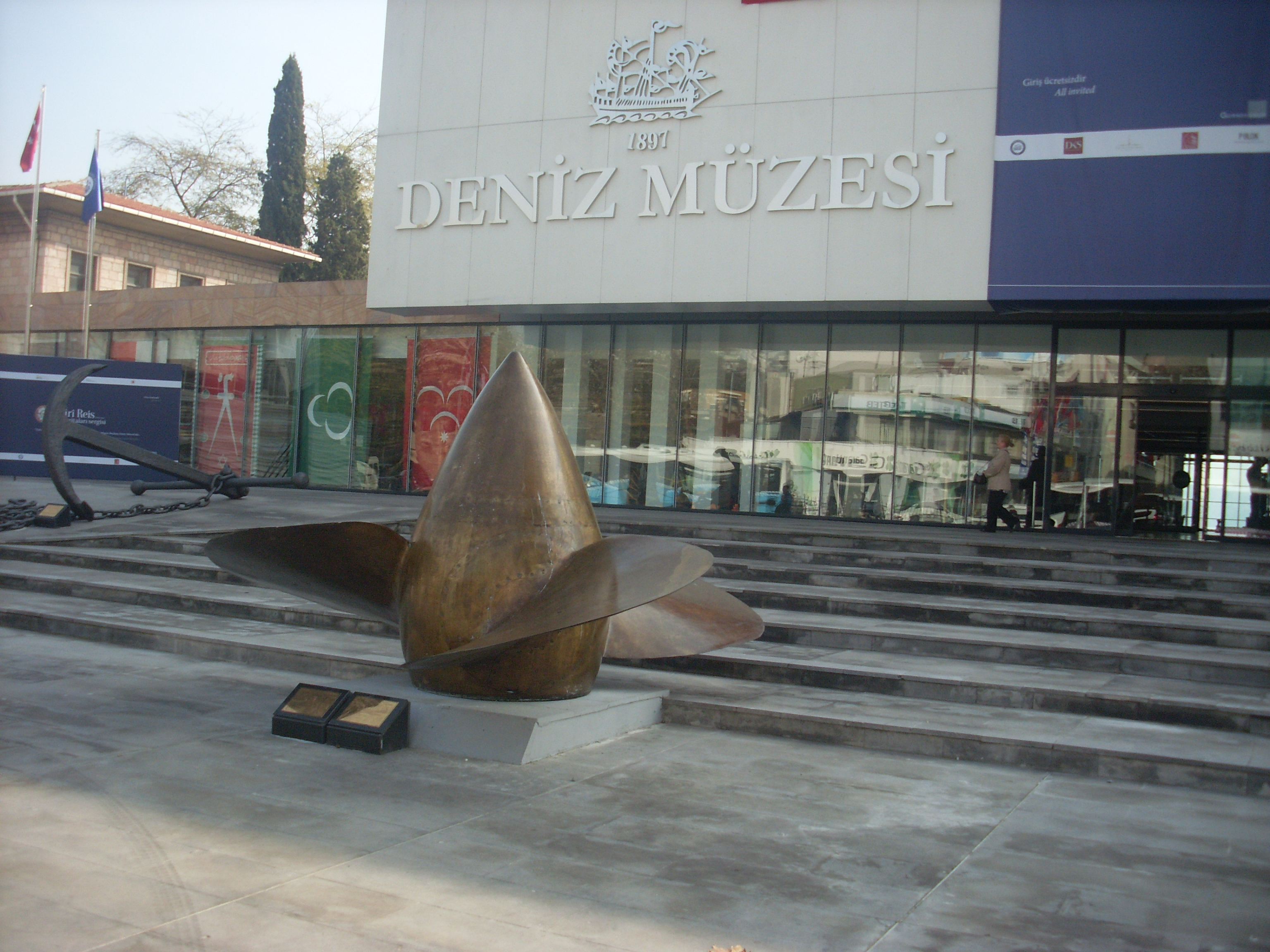
Schroef van de Yavuz

De Goeben bleef, later onder de namen Jawuz Selim en Yavuz, bij de Turkse marine tot 1948 in actieve dienst. De uitdienststelling vond eerst in 1973 plaats, waarna het schip gesloopt werd. (Een van de schroeven bleef bewaard.) De Breslau liep op 19 januari 1918 op een zeemijn en zonk.